# ダニエル・ローマン (ボクサー)
ダニエル・ローマン（Daniel Roman、1990年5月10日 - ）は、アメリカ合衆国のプロボクサー。カリフォルニア州ロサンゼルス出身。元WBAスーパー・IBF世界スーパーバンタム級統一王者。

## 来歴
7歳の時、通っていたサッカーチームでいじめに遭い、自衛のすべを身につけるようにとの父の勧めでボクシングを始めた。以降ボクシングを続け、2008年の北京五輪を目指したが、アメリカ代表予選で敗退。ボクシングから離れ、吉野家のキッチンで働きながら他に打ち込めるスポーツを探すも、「どれもボクシングのように必死にはなれなくて、やっぱりボクシングなのかな」と思い、20歳で再びボクシングに復帰した。

### プロキャリア
2010年10月8日、カリフォルニア州オンタリオのダブルツリーホテル・オンタリオ・エアポートでクリスチャン・クルスとデビュー戦を行い、初回KO勝ちを収めた。
2011年7月22日、ダブルツリーホテル・オンタリオ・エアポートで岡田隆志と116ポンド契約4回戦を行い、4回1-2（39-37、36-40×2）の判定負けを喫した。
2015年7月24日、ダブルツリーホテル・オンタリオ・エアポートでダニエル・ノリエガとNABA北米スーパーバンタム級王座決定戦を行い、10回3-0（100-90×2、98-92）の判定勝ちを収め王座獲得に成功した。
2016年5月20日、ダブルツリーホテル・オンタリオ・エアポートでクリスチャン・エスキベルと対戦し、5回1分52秒KO勝ちを収めNABA王座の3度目の防衛に成功した。
2016年8月26日、カリフォルニア州コロナでエンリケ・ケベドと対戦し、10回3-0（100-90、98-93、97-94）の判定勝ちを収めNABA王座の4度目の防衛に成功した。
2017年9月3日、島津アリーナ京都でWBA世界スーパーバンタム級レギュラー王者の久保隼と対戦し、9回1分21秒TKO勝ちを収め王座獲得に成功した。
2017年12月、WBA世界スーパーバンタム級スーパー王者のギレルモ・リゴンドウが王座を剥奪されたため、ローマンはレギュラー王者から正規王者に認定された。
2018年2月28日、後楽園ホールでWBA世界スーパーバンタム級11位の松本亮と対戦し、12回3-0（118-110、119-109×2）の判定勝ちを収め、初防衛に成功した。
2018年6月16日、テキサス州フリスコのフォード・センター・アット・ザ・スターでWBA世界スーパーバンタム級暫定王者のモイセス・フローレスと団体内王座統一戦を行う予定だったが、前日計量でフローレスがスーパーバンタム級の規定体重である122ポンドを1.5ポンド超過の123.5ポンドを計測し、2時間の猶予が与えられた再計量でも123ポンドを計測し計量失格となった為、フローレスは暫定王座を剥奪され、ローマンは試合に負けたとしても王座を保持したままとなる条件で試合を行い、試合はローマンが12回3-0（120-108、118-110、116-112）の判定勝ちを収め2度目の防衛に成功した。この試合でローマンは5万ドル（約540万円）、フローレスは3万ドル（約320万円）のファイトマネーを稼ぎ、フローレスはファイトマネーから体重超過の罰金を支払った。
2018年7月18日、エディー・ハーンのマッチルーム・スポーツ・USAと契約した。
2018年10月6日、シカゴのウィントラスト・アリーナでWBA世界スーパーバンタム級2位ギャビン・マクドネルと対戦し、10回TKO勝ちを収め、3度目の防衛に成功した。
2019年4月26日、カリフォルニア州イングルウッドのザ・フォーラムにてファン・フランシスコ・エストラーダVSシーサケット・ソー・ルンヴィサイ第2戦の前座でIBF王者テレンス・ジョン・ドヘニー（アイルランド）と王座統一戦を行い、12回2-0（113-113、116-110×2）の判定勝ちを収めWBA王座の4度目の防衛に成功すると共に、IBF王座を獲得した。この試合でローマンは20万ドル（約2100万円）、ドヘニーは23万ドル（約2500万円）のファイトマネーを稼いだ。
2019年5月、WBAはIBF王座と王座統一を果たしたローマンをWBA世界王者からWBA世界ユニファイド王者に認定した。
2019年9月3日、同月13日にムロジョン・アフマダリエフと対戦を予定していたが、8月19日のスパーリング中に左肩を負傷した為に試合を欠場することが決定した。
2020年1月30日、マイアミのメリディアン・アット・アイランド・ガーデンズでWBA世界スーパーバンタム級1位のムロジョン・アフマダリエフと対戦し、12回1-2（115-113、113-115×2）の判定負けを喫しWBA王座は5度目、IBF王座は初防衛に失敗、王座から陥落した。
2020年9月26日、コネチカット州のモヒガン・サン・カジノで行われたWBC世界スーパーバンタム級挑戦者決定戦でファン・カルロス・パヤノと対戦し、12回判定勝ちを収め王座挑戦権を獲得した。
2022年6月4日、ミネソタ州ミネアポリスのミネアポリス・アーモリーにてWBC・WBO世界スーパーバンタム級王者のスティーブン・フルトンと対戦し、12回判定負けを喫した。
2022年8月30日、自身のツイッターで現役引退を発表した。

## 人物・エピソード
- 統一王者になっても生活レベルが向上せず、ロサンゼルスのサウス・ロサンゼルスに父と二人の弟たちと住んでいる。自家用車も持つことができず、トレーナーに練習場所への送迎を頼んでおり、「人並みに、車も服も欲しいけれど、もっと安全なところにいつか家を買いたいから、貯金しているんだ。今は、ボクシングのこと以外、考える時間もないしね」と語っている[30]。

## 戦績
- プロボクシング：34戦 29勝 (10KO) 4敗 1分

| 戦           | 日付           | 勝敗 | 時間     | 内容    | 対戦相手                       | 国籍           | 備考                                                       |
| ------------ | -------------- | ---- | -------- | ------- | ------------------------------ | -------------- | ---------------------------------------------------------- |
| 1            | 2010年10月8日  | ☆    | 1R 0:43  | TKO     | クリスチャン・クルス           | ドミニカ共和国 | プロデビュー戦                                             |
| 2            | 2011年2月24日  | △    | 4R       | 判定1-1 | ジェンセン・ラミレス           | アメリカ合衆国 |                                                            |
| 3            | 2011年5月13日  | ☆    | 4R       | 判定3-0 | アルフレド・マドリガル         | アメリカ合衆国 |                                                            |
| 4            | 2011年7月22日  | ★    | 4R       | 判定1-2 | 岡田隆志                       | 日本           |                                                            |
| 5            | 2012年3月31日  | ☆    | 4R 2:09  | TKO     | ジェシー・アダメ               | メキシコ       |                                                            |
| 6            | 2012年8月24日  | ☆    | 4R       | 判定3-0 | ファン・サンドバル             | メキシコ       |                                                            |
| 7            | 2012年10月27日 | ☆    | 4R       | 判定3-0 | ファン・ゴメス・トーレス       | メキシコ       |                                                            |
| 8            | 2013年4月26日  | ☆    | 4R       | 判定3-0 | フランシスコ・カマチョ         | メキシコ       |                                                            |
| 9            | 2013年6月28日  | ☆    | 4R       | 判定3-0 | マヌエル・ルバルカバ           | メキシコ       |                                                            |
| 10           | 2013年8月23日  | ☆    | 2R 2:56  | KO      | ホセ・イニグエス               | メキシコ       |                                                            |
| 11           | 2013年10月18日 | ★    | 8R       | 判定0-3 | ファン・レイエス               | メキシコ       |                                                            |
| 12           | 2014年3月15日  | ☆    | 2R 1:48  | KO      | ホセ・アンヘル・コタ           | メキシコ       |                                                            |
| 13           | 2014年6月27日  | ☆    | 8R       | 判定3-0 | ジョナサン・アレラノ           | アメリカ合衆国 |                                                            |
| 14           | 2014年8月16日  | ☆    | 2R 終了  | TKO     | ペドロ・メロ                   | メキシコ       |                                                            |
| 15           | 2014年9月26日  | ☆    | 8R       | 判定3-0 | ジョナサン・アルカンタラ       | エルサルバドル |                                                            |
| 16           | 2015年3月13日  | ☆    | 8R       | 判定3-0 | ホセ・タマヨ・ゴンザレス       | メキシコ       |                                                            |
| 17           | 2015年4月24日  | ☆    | 8R       | 判定3-0 | ジョバンニ・カロ               | メキシコ       |                                                            |
| 18           | 2015年5月29日  | ☆    | 8R       | 判定3-0 | クリストファー・マーティン     | アメリカ合衆国 |                                                            |
| 19           | 2015年7月24日  | ☆    | 10R      | 判定3-0 | ダニエル・ノリエガ             | メキシコ       | NABA北米スーパーバンタム級王座決定戦                       |
| 20           | 2015年9月25日  | ☆    | 10R      | 判定3-0 | エリック・ルイス               | アメリカ合衆国 | NABA防衛1                                                  |
| 21           | 2016年2月12日  | ☆    | 5R 1:55  | KO      | ホセ・ロブレス・オルベラ       | メキシコ       | NABA防衛2                                                  |
| 22           | 2016年5月20日  | ☆    | 5R 1:52  | KO      | クリスティアン・エスキベル     | メキシコ       | NABA防衛3                                                  |
| 23           | 2016年8月26日  | ☆    | 10R      | 判定3-0 | エンリケ・ケベド               | メキシコ       | NABA防衛4                                                  |
| 24           | 2016年11月18日 | ☆    | 8R       | 判定3-0 | マルロン・オリア               | コロンビア     |                                                            |
| 25           | 2017年1月20日  | ☆    | 9R 終了  | TKO     | アダム・ロペス                 | アメリカ合衆国 | WBA世界スーパーバンタム級挑戦者決定戦                      |
| 26           | 2017年9月3日   | ☆    | 9R 1:21  | TKO     | 久保隼（真正）                 | 日本           | WBA世界スーパーバンタム級タイトルマッチ                    |
| 27           | 2018年2月28日  | ☆    | 12R      | 判定3-0 | 松本亮（大橋）                 | 日本           | WBA防衛1                                                   |
| 28           | 2018年6月16日  | ☆    | 12R      | 判定3-0 | モイセス・フローレス           | メキシコ       | WBA世界スーパーバンタム級王座統一戦 WBA防衛2               |
| 29           | 2018年10月6日  | ☆    | 10R 2:36 | TKO     | ギャビン・マクドネル           | イギリス       | WBA防衛3                                                   |
| 30           | 2019年4月26日  | ☆    | 12R      | 判定2-0 | テレンス・ジョン・ドヘニー     | アイルランド   | WBA・IBF世界スーパーバンタム級王座統一戦 WBA防衛4・IBF獲得 |
| 31           | 2020年1月30日  | ★    | 12R      | 判定1-2 | ムロジョン・アフマダリエフ     | ウズベキスタン | WBA・IBF陥落                                               |
| 32           | 2020年9月26日  | ☆    | 12R      | 判定3-0 | ファン・カルロス・パヤノ       | ドミニカ共和国 | WBC世界スーパーバンタム級挑戦者決定戦                      |
| 33           | 2021年5月15日  | ☆    | 10R      | 判定3-0 | リカルド・エスピノサ・フランコ | メキシコ       |                                                            |
| 34           | 2022年6月4日   | ★    | 12R      | 判定0-3 | スティーブン・フルトン         | アメリカ合衆国 | WBC・WBO世界スーパーバンタム級タイトルマッチ               |
| テンプレート |                |      |          |         |                                |                |                                                            |

## 獲得タイトル
- NABA北米スーパーバンタム級王座
- WBA世界スーパーバンタム級レギュラー王座（防衛0=正規王座に認定）
- WBA世界スーパーバンタム級王座（防衛4=スーパー王座に認定）
- IBF世界スーパーバンタム級王座（防衛0）
- WBA世界スーパーバンタム級スーパー王座（防衛0）